# معركة نايسوس
مَعْرَكة نايَسُوس، دَارَتْ رَحَاها عامْ 268 أو 269 م بالقُرب منْ نايسوس (نيش في صربيا الحالية). بَينَ الإمبراطورية الرُومانية بقِيادة الإمبراطور غالينوس (أو كلاوديوس الثاني) وتحالُف مُكون من قَبائل القوط بقيادة كنيفا. الأحداث حَولَ الغزو والمعركة جُزء مُهم من تاريخ أزمة القرن الثالث. كانت النتيجة انتصارًا رومانيًا عظيمًا، إلى جانب المُطاردة الفَعالة لفلول الجَيش المُنحل في أعقاب المَعركة والجهود الحثيثة للإمبراطور أوريليان، أزال إلى حد كبير تَهديد القبائل الِجرمانية في حُدود البُلقان على مدى العُقود التالية.

## مَصادر المَعركة
كما هوَ الحال غالبًا في تاريخ الإمبراطورية الرومانية في القرن الثالث المضطرب، من الصعب جدًا إعادة بناء مسار الأحداث حول مَعْرَكة نايَسُوس. الروايات الباقية من هذه الفترة، بما في ذلك «تاريخ زوسيموس الجديد»، و«خلاصة التاريخ» لزوناراس، و«اختيار الكرونوغرافيا» لجورج سينسيلوس، وتاريخ أوغسطان، تعتمد بشكل أساسي على التاريخ المفقود لديكسيبوس الأثيني. نجا نص ديكسيبوس بشكل غير مباشر فقط، من خلال الاقتباسات من القرن الرابع لتاريخ أوغسطان ومقتطفات من مصنفات بيزنطية من القرن التاسع. على الرغم من أهميته لهذه الفترة، فقد تم إعلان تاريخ ديكسيبوس كمصدر «فقير» من قبل المؤرخين الحديثين. ومما زاد الطين بلة، أن الأعمال التي تَستَند على ديكسيبوس لهذه الفَترة تُقدم تفسيرًا مختلفًا تقريبًا للأحداث. أضافت الدعاية الإمبراطورية في عصر سلالة قسطنطين مزيدًا من الارتباك من خلال عزو كل المصائب إلى عهد غالينوس لتجنب تشويه ذكرى كلوديوس (سلف السلالة المفترض).
نتيجة لذلك، لا يزال الجدل قائمًا حول عدد الغزوات وترتيب الأحداث وإلى أي أحداث يجب أن تُنسب. لذلك، هناك خلاف حول من كان الإمبراطور وقائد الجيش وقت المعركة. في عام 1939، اقترح أندرياس ألفولدي (مؤرخ)، مفضلاً نظرية الغزو الفردي، أن غالينوس كان المسؤول الوحيد عن هزيمة الغزوات البربرية، بما في ذلك الانتصار في نايسوس. وقد تم قبول وجهة نظره على نطاق واسع منذ ذلك الحين، ولكن الدراسات الحديثة عادة ما تنسب النصر النهائي إلى كلوديوس الثاني. تم رفض نظرية الغزو الفردي أيضًا لصالح الغزوتين المنفصلين. يتبع السرد أدناه وجهة النظر الأخيرة ولكن يجب تحذير القارئ من أن الأدلة مشوشة للغاية من أجل إعادة بناء آمنة تمامًا للأحداث.

## خلفية
جاءت مَعْرَكة نايَسُوس نتيجة لغزوتين هائلتين لقبائل «السكوثيون»  على الأراضي الرومانية بين 267 و 269.

### الموجة الأولى
جاءت الموجة الأولى في عهد غاليانوس في 267 على شَكل غزو بحري بدأت عندما أغار الهيروليون بـ 500 سفينة،  ودمروا الساحل الجنوبي للبحر الأسود وهاجموا بيزنطة وسيزيكس دون جدوى. هزمتهم البحرية الرومانية لكنهم تمكنوا من الفرار إلى بحر إيجه، حيث دمروا جزيرتي ليمنوس وسكيروس ونهبوا عدة مدن في مقاطعة أتشا بجنوب اليونان، بما في ذلك أثينا وكورنث وأرغوس وسبارتا. ثم قامت ميليشيا أثينية بقيادة المؤرخ ديكسيبوس بدفع الغزاة إلى الشمال حيث اعترضهم الجيش الروماني بقيادة غاليانوس. حقق انتصارًا مهمًا بالقرب من نهر نيستوس، على الحدود بين مقدونيا وتراقيا، بمساعدة سلاح الخَيالة الدلماسي. بلغ عدد الضحايا البربرية المبلغ عنها 3000 رجل. بعد ذلك، توصل زعيم الهيرولي ناولوباتس إلى اتفاق مع الرومان. 

### بينَ الموجَتين
في الماضي، تم تحديد المعركة على نهر نيسوس على أنها معركة نايسوس، لكن العلماء الحديثين رفضوا هذا الرأي. على العكس من ذلك، هناك نظرية مفادها أن الانتصار في نيسوس كان حاسمًا لدرجة أن جهود كلوديوس ضد القوط (بما في ذلك معركة نايسوس) لم تكن أكثر من كونها «عملية تطهير». بعد فوزه، غادر غاليانوس تاركاً لوسيوس أوريليوس مارسيانوس في مكانه وغادر على عجل إلى إيطاليا، عازمًا على قمع ثورة ضابط سلاح الخَيالة أوريولوس.  بعد اغتيال غاليانوس خارج ميلانو في صيف 268 في مؤامرة قادها ضباط كبار في جيشه، تم إعلان كلوديوس إمبراطورًا وتوجه إلى روما لتأسيس حكمه. كانت مخاوف كلوديوس المباشرة مع ألامانيون الذين غزوا رائيتيا وإيطاليا. ولكن بعد أن هَزمهم في معركة بحيرة بيناكوس، تمكن أخيرًا مواجهة الغزوات في مقاطعات البلقان.

### الموجة الثانية
في غضون ذلك، بدأ الغزو البحري الثاني والأكبر. يَتكون من تجمع هائل من «السكيثيين» - يتألف في الواقع من القوط (قبائل جريوثونجي وطرونجة وغبيديون وبيوسيني) بقيادة الهيروليون مرة أخرى. يدعي تاريخ أوغسطان وزوسيموس أن العدد الإجمالي للسُفن بلغة 2000-6000 سفينة تَحمُل 325000 رجل. ربما تكون هذه مبالغة فادحة لكنها تظل مؤشرا على حجم الغزو. بعد فشلهم في اقتحام بعض البلدات على سواحل غرب البحر الأسود والدانوب (كونستانتسا، مارسيانوبوليس)، هاجم الغزاة بيزنطة وكريسوبوليس. تم تدمير جزء من أسطولهم، إما بسبب قلة الخبرة القوطية في الإبحار عبر التيارات العنيفة لبحر مرمرة  أو بسبب هزيمتها من قبل البحرية الرومانية. ثم دخلوا بحر إيجه ودخلت مفرزة جزر بحر إيجة حتى كريت ورودس. في حين أن قوتهم الرئيسية كانت قد شيدت أعمال الحصار وكانت على وشك الاستيلاء على مدينتي سالونيك وكاساندريا، إلا أنها تراجعت إلى داخل البلقان عند ورود أنباء عن تقدم الإمبراطور. في طريقهم، نهبوا دوبروس (بايونيا؟) وبيلاجونيا، وأضرموا النار في معبد أرتميس، أحد عجائب الدنيا السبع في العالم القديم.

## المعركة
واجهَ القوط الجَيش الإمبِراطُوري القادمْ منَ الشِمال بالقُرب من نايسوس. وقعت المعركة على الأرجح في عام 269، لقد فقدَ القوط 3000 محارب في المواجهة الأولية مع سلاح الخَيالة الدلماسي لأوريليان. ثم جاءت المواجهة الرئيسية، التي كانت محل نزاع حاد، بَعدَ أن تظاهر الرومان بالانسحاب، جذبوا البرابرة إلى كمين حيث تم ذبحهم. يقال إن 50000 من القوط قَد قُتل أو أُسر.  وتشتت الغالبية الباقية في مجموعات صغيرة، أُسر الكثير من العبيد لدرجة أنه أعطى اثنين أو ثلاثة لكل جندي. يبدو أن أوريليان، الذي كان مسؤولاً عن سلاح الحَيالة الروماني في عهد كلوديوس، قاد الهجوم الحاسم في المعركة.
تَمكنَ عددْ كبير منْ القوط من الفِرار نحو مقدونيا، ودافعوا في البداية عن أنفسهم. سرعان ما مات الكثير منهم وحيواناتهم من الجوع بسبب مضايقات سلاح الخَيالة الروماني ونقص المؤن. قام الجيش الروماني بشكل منهجي بمطاردة الناجين ومحاصرتهم في جبل هيموس حيث فَتكَ الوباء بالقوط المحاصرين. بعد معركة دامية ولكن غير حاسمة، هربوا ولكن تمت ملاحقتهم مرة أخرى حتى استسلموا. تم قبول السجناء في الجيش أو منحهم أرضًا لزراعتها ويصبحوا مستعمرين. أعضاء أسطول القراصنة، بعد الهجمات الفاشلة على كريت ورودس، تراجعوا وعانى الكثير منهم من نهاية مماثلة. ومع ذلك أثر الطاعون أيضًا على الرومان الملاحقين والإمبراطور كلوديوس، الذي توفي بسببه عام 270.

## ما بعد الواقعة
كان التأثير النفسي لهذا الانتصار قوياً لدرجة أن كلوديوس أصبح معروفاً للأجيال القادمة باسم كلاوديوس الثاني «جوثيكوس ماكسيموس» («فاتح القوط»). على الرغم من الهزيمة المدمرة، إلا أن المعركة لم تكسر القوة العسكرية للقبائل القوطية تمامًا. إلى جانب ذلك، كانت المشاكل مع زنوبيا في الشرق وإمبراطورية الغال المنفصلة في الغرب ملحة للغاية لدرجة أن النصر في نايسوس كان بمثابة إغاثة مؤقتة للإمبراطورية المضطربة. في عام 271، بعد أن صد أوريليان غزوًا قوطيًا آخر، تخلى عن مقاطعة داقية شمال نهر الدانوب من أجل تَقوية دفاع الإمبراطورية.